# Susanna Verbruggen
Susanna Verbruggen, de soltera Percival, también conocida como Susanna Mountfort (h. 1667–1703), fue una actriz inglesa que trabajó en Londres en la época de la comedia de la Restauración. 

## Biografía
Su primera aparición en el teatro pudo ser de 1681 en la obra de D'Urfey Sir Barnaby Whig. En 1686 se casó con el actor William Mountfort, y después del asesinato de Mountfort en 1692, con el también actor John Verbruggen. 
Fue una comediante exitosa, conocida especialmente por sus papeles con calzones. Su mayor éxito fue el personaje principal, Lucía en Sir Anthony Love de Thomas Southerne, donde Lucía goza de la libertad de un libertino de la Restauración inglesa disfrazándose de "Sir Anthony". Tanto los hombres como las mujeres del público disfrutaban de este tipo de interpretaciones.
Fue una de las actrices destacadas de la United Company, pero cuando la compañía se dividió en dos en 1695 (véase Comedia de la Restauración) a ella no le ofrecieron participar en la cooperativa de actores, sino meramente un salario. Puede que fuera el mayor error táctico de la compañía: ambos Verbruggen quedaron insatisfechos con la oferta, considerando que Susanna era muy popular entre el público y una actriz versátil, así que regresó a la compañía matriz, mejorando así las posibilidades de ésta en la guerra entre compañías.